# (73479) 2002 PM23
(73479) 2002 PM23 – planetoida z pasa głównego asteroid okrążająca Słońce w ciągu 5,65 lat w średniej odległości 3,17 j.a. Odkryta 6 sierpnia 2002 roku.